# Hechtia caulescens
Hechtia caulescens är en gräsväxtart som beskrevs av López-ferr., Espejo och Mart.-correa. Hechtia caulescens ingår i släktet Hechtia och familjen Bromeliaceae. Inga underarter finns listade i Catalogue of Life.